# 김단하
김단하(1986년 6월 12일 ~ )은 대한민국의 희극 배우이다.

## 출연작

### 방송
- 개그투나잇 (SBS)